# SN 1963W
SN 1963W – supernowa odkryta 25 sierpnia 1963 roku w galaktyce A023100+4358. W momencie odkrycia miała maksymalną jasność 17,00m.